# Antonia (imię)
Antoniaⓘ – imię żeńskie pochodzenia łacińskiego, żeński odpowiednik imienia Antoni. W Polsce pojawiło się wcześniej niż imię Antonina, ale następnie zostało przez nie wyparte. W Kościele katolickim istnieją dwie patronki tego imienia.
Antonia imieniny obchodzi 28 lutego, 29 lutego, 29 kwietnia i 17 maja.
Znane osoby noszące imię Antonia:
- Antonia Hybryda (zm. po 42 p.n.e.) – córka Gajusza Antoniusza Hybrydy, a wnuczka Marka Antoniusza Oratora
- Antonia – żona Gallusa, córka Gajusza Antoniusza Hybrydy
- Antonia (50 p.n.e. – po 29 p.n.e.) – żona Pythodorosa, córka triumwira Marka Antoniusza
- Antonia Arslan (ur. 1938) − włoska pisarka pochodzenia ormiańskiego
- Antonia Bird (1951–2013) – brytyjska reżyser filmowa
- Antonia Gentry(inne języki) (ur. 1998) – amerykańska aktorka, znana z serialu "Ginny i Georgia''
- Antonia Thomas (ur. 1986) – brytyjska aktorka, znana z serialu "The Good Doctor''